# Aggregatibacter segnis
Espèce
Aggregatibacter segnis est une espèce de bactéries gram négatives de la famille des Pasteurellaceae.

## Historique
Aggregatibacter segnis a d'abord été décrite en 1976 comme une nouvelle espèce du genre Haemophilus sous le nom Haemophilus segnis après avoir été isolée au Danemark.

## Description
Les bactéries de l'espèce A. segnis sont de petits bacilles pléomorphes de forme majoritairement irrégulière et capable de prendre une forme plus filamenteuse.
Ces bactéries croissent sur gélose au chocolat et se présentent après 48 h comme des colonies de 0,5 mm lisses ou granuleuses, convexes, blanc grisâtre et opaques. La croissance sur bouillon et milieux de fermentation est lente. Le facteur V est requis pour sa croissance mais pas le facteur X. La croissance est améliorée en présence de CO2 pour certaines souches. La fermentation du glucose, du fructose, galactose, saccharose et maltose produit de petites quantités d'acide avec une production plus importante avec le saccharose que le glucose. L'arabinose, la cellobiose, le lactose, le mannitol, le mannose, la mélibiose, le mélézitose, le raffinose, la salicine, le sorbose, le sorbitol, le tréhalose et le xylose ne sont pas fermentés. Les tests catalase et β-galactosidase (hydrolyse de l'ONPG) produisent des résultats variables.
Le contenu en bases nucléiques G+C est de 43,5 % environ

## Habitat
La bactérie Aggregatibacter segnis est une bactérie de la flore buccale humaine. Les premières souches décrites ont été isolées du pharynx, de la plaque dentaire (souche HK316 qui est la souche type de l'espèce) ou de salive.

## Pathogénicité
Cette bactérie a rarement été impliquée dans des pathologies humaines mais a tout de même été reconnue responsable d'une endocardite et d'une bactériémie. 

## Taxonomie
Le nom correct complet (avec auteur) de ce taxon est Aggregatibacter segnis (Kilian 1977) Nørskov-Lauritsen & Killian (d) 2006. Mogens Killian est l'auteur de la description originale de cette bactérie en 1977.
La souche type de cette espèce est la souche HK316 isolée d'une plaque dentaire humaine au Danemark et est dé^posée au National Collection of Type Cultures sous le numéro NCTC10977

### Synonymes
Aggregatibacter segnis a pour synonyme :
- Haemophilus segnis Kilian 1977 devenu le basionyme[2].

### Étymologie
L'étymologie du de cette espèce vient de l'adjectif latin neutre seg’nis. qui devient segnis et qui signifie «lent, paresseux, inactif».